# Centaurus A
Centaurus A of NGC 5128 is een lensvormig sterrenstelsel in het sterrenbeeld Centaur. Het hemelobject werd op 29 april 1826 ontdekt door de Schotse astronoom James Dunlop. Centaurus A ligt ongeveer 12 miljoen lichtjaar van de Aarde verwijderd en heeft een massa van ongeveer 1 biljoen zonnemassa's. De vorm is eerder elliptisch en de afmetingen bedragen 300.000 × 450.000 lichtjaar (90 kpc × 140 kpc). Op 22 oktober 2012 werd bekend dat het sterrenstelsel een verborgen spiraal bevat. Deze is waarschijnlijk afkomstig van een spiraalstelsel dat met Centaurus A in botsing is gekomen. Het stelsel wordt omgord door een ongewone band van kosmisch stof.
Centaurus A is een sterke bron van radiogolven (het is het meest nabije radio-sterrenstelsel) en maakt deel uit van de M83-groep. Het is het op vier na helderste stelsel aan de hemel.

## Zie ook

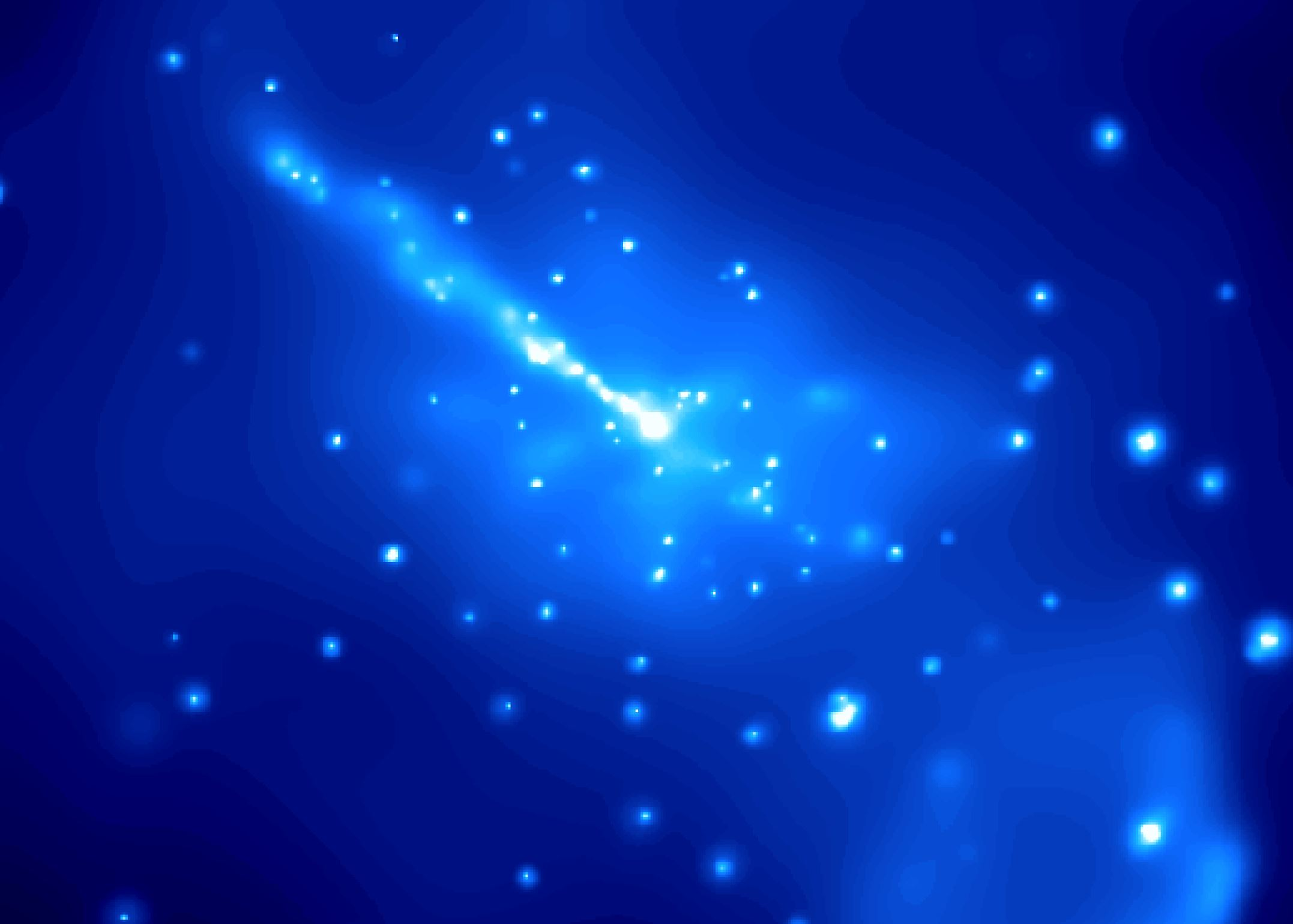
Jet in het centrum van Centaurus A

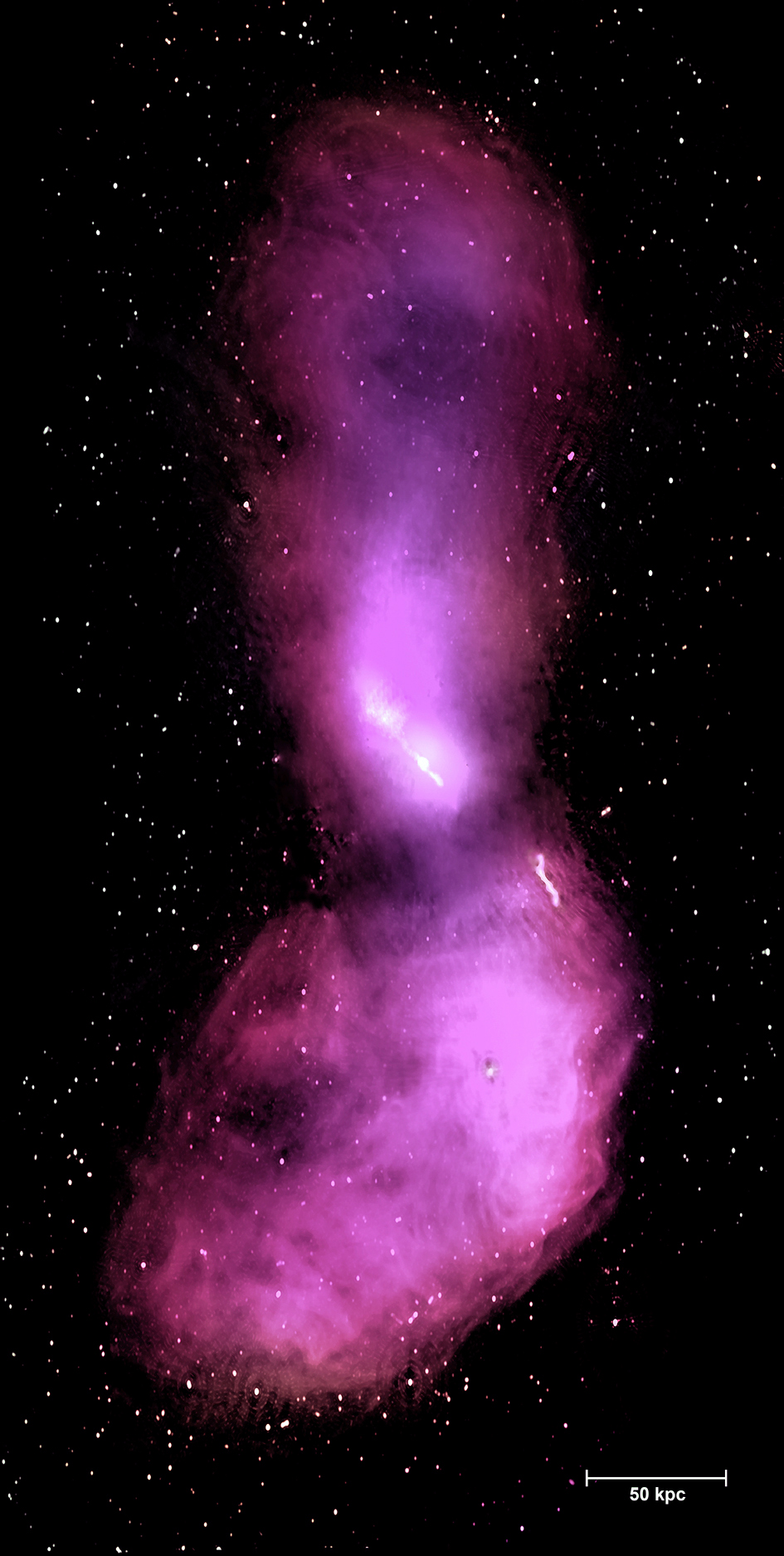
De verdeling van de radiostraling geassocieerd met Centaurus A

## Synoniemen
- ESO 270-9
- IRAS 13225-4245
- MCG -7-28-1
- AM 1322-424
- Arp 153
- PRC C-45
- PGC 46957